# Mysmena vangoethemi
Espèce
Synonymes
- Kekenboschiella vangoethemi Baert, 1982

Mysmena vangoethemi est une espèce d'araignées aranéomorphes de la famille des Mysmenidae.

## Distribution
Cette espèce est endémique de la province de Madang en Papouasie-Nouvelle-Guinée,.

## Description
Le mâle holotype mesure 0,60 mm.

## Étymologie
Cette espèce est nommée en l'honneur de Jackie L. Van Goethem.

## Publication originale
- Baert, 1982 : Spiders (Araneae) from Papua New Guinea III. Mysmenidae (Symphytognathoidea). Bulletin of the British Arachnological Society, vol. 5, no 7, p. 303-308.